# Andżelika Możdżanowska
Andżelika Anna Możdżanowska (ur. 20 marca 1975 w Kępnie) – polska dziennikarka, ekonomistka i polityk, senator VIII kadencji (2011–2015), sekretarz stanu w Kancelarii Prezesa Rady Ministrów (2015), posłanka na Sejm VIII kadencji (2015–2019), sekretarz stanu w Ministerstwie Rozwoju (2017–2018), sekretarz stanu w Ministerstwie Inwestycji i Rozwoju (2018–2019), pełnomocnik rządu do spraw małych i średnich przedsiębiorstw (2017–2018, 2018–2019), posłanka do Parlamentu Europejskiego IX kadencji (2019–2024).

## Życiorys
Absolwentka zarządzania na Akademii Ekonomicznej w Poznaniu (2004) oraz studiów podyplomowych ochrony środowiska na Uniwersytecie Przyrodniczym we Wrocławiu. Odbywała także studia podyplomowe w zakresie przygotowywania i zarządzania projektami finansowanymi ze środków Unii Europejskiej w Instytucie Biznesu w Kaliszu. Podjęła też studia doktoranckie na Uniwersytecie Ekonomicznym we Wrocławiu.
Pracę zawodową rozpoczęła w 1997 w branży wydawniczo-reklamowej, była m.in. kierownikiem biura reklamy. W latach 2002–2009 pracowała w Zespole Szkół Ponadgimnazjalnych w Wieruszowie jako nauczycielka przedmiotów ekonomicznych. Prowadziła własną działalność gospodarczą. Wydawała i pełniła funkcję redaktora naczelnego „Kuriera Lokalnego Powiatu Kępińskiego”. Została nauczycielką akademicką w Wyższej Szkole Przedsiębiorczości i Zarządzania w Łodzi (w filii w Ostrowie Wielkopolskim), a także prezesem Stowarzyszenia „Po prostu pomagam”, prowadzącego działalność charytatywną.
W wyborach parlamentarnych w 2011 była bezpartyjną kandydatką z ramienia Polskiego Stronnictwa Ludowego do Senatu w okręgu wyborczym nr 95. Uzyskała 36 566 głosów (30,02%), co stanowiło najwyższy wynik w okręgu i pozwoliło tym samym uzyskać mandat senatorski. W izbie wyższej należała do Komisji Kultury i Środków Przekazu (jako wiceprzewodnicząca), a także Komisji Rodziny, Polityki Senioralnej i Społecznej oraz Komisji Samorządu Terytorialnego i Administracji Państwowej. W trakcie kadencji wstąpiła do PSL, od grudnia 2012 przez cztery lata była sekretarzem rady naczelnej tej partii. Bezskutecznie kandydowała w wyborach do Parlamentu Europejskiego w 2014, zdobywając 15 791 głosów. W styczniu 2015 objęła stanowisko sekretarza stanu w Kancelarii Prezesa Rady Ministrów. Pełniła tę funkcję do listopada 2015.
W wyborach do Sejmu z 2015 wystartowała z ramienia PSL w okręgu nr 36 (Kalisz). Została wybrana na posłankę, uzyskując 18 776 głosów wyborców, co stanowiło największą indywidualną liczbą głosów wśród wszystkich osób, które otrzymały mandaty poselskie z ramienia PSL. W lipcu 2016 została członkinią komisji śledczej ds. Amber Gold. Pracowała także w Komisji do Spraw Unii Europejskiej oraz Komisji Polityki Senioralnej.
W lipcu 2017 opuściła PSL, w związku z tym we wrześniu 2017 odeszła z komisji śledczej. W październiku 2017 została sekretarzem stanu w Ministerstwie Rozwoju, powierzono jej też stanowisko pełnomocnika rządu do spraw małych i średnich przedsiębiorstw. W grudniu 2017 przystąpiła do klubu parlamentarnego Prawa i Sprawiedliwości. W lutym 2018 została sekretarzem stanu w Ministerstwie Inwestycji i Rozwoju oraz ponownie pełnomocnikiem rządu do spraw małych i średnich przedsiębiorstw.
Wstąpiła także do PiS. W 2019 z listy tej partii kandydowała w wyborach do Parlamentu Europejskiego w okręgu nr 7, uzyskując mandat europosłanki IX kadencji. W związku z tym wyborem w czerwcu 2019 zakończyła pełnienie funkcji rządowych. W PE należała do frakcji Europejskich Konserwatystów i Reformatorów. Pracowała w Komisji Rozwoju Regionalnego, Komisji Praw Kobiet i Równouprawnienia oraz Podkomisji do Spraw Podatkowych. W 2024 nie wystartowała w kolejnych wyborach europejskich. W lutym 2025 została doradcą prezydenta RP Andrzeja Dudy, funkcję tę pełniła do sierpnia tego samego roku.

## Wyniki wyborcze
| Wybory | Komitet wyborczy                   | Komitet wyborczy           | Organ                            | Okręg          | Wynik           |
| ------ | ---------------------------------- | -------------------------- | -------------------------------- | -------------- | --------------- |
| 2011   |                                    | Polskie Stronnictwo Ludowe | Senat VIII kadencji              | nr 95          | 36 566 (30,02%) |
| 2014   | Parlament Europejski VIII kadencji | Polskie Stronnictwo Ludowe | nr 7                             | 15 791 (2,70%) |                 |
| 2015   | Sejm VIII kadencji                 | Polskie Stronnictwo Ludowe | nr 36                            | 18 776 (5,17%) |                 |
| 2019   |                                    | Prawo i Sprawiedliwość     | Parlament Europejski IX kadencji | nr 7           | 76 953 (6,42%)  |